# SN 2003fu
SN 2003fu – supernowa odkryta 24 kwietnia 2003 roku w galaktyce A142206+5218. W momencie odkrycia miała maksymalną jasność 23,60m.